# Espen Lind
Espen Lind (ur. 13 maja 1971 w Tromsø) – norweski muzyk, piosenkarz i producent.

## Dyskografia
Albumy studyjne
| Mmm... Prepare to Be Swayed | - Data: 1995 - Wydawca: Universal Music                     | — |
| Red                         | - Data: 1997 - Wydawca: Universal Music                     | 3 |
| Red II                      | - Data: 23 lutego 1998 - Wydawca: Universal Music           | — |
| This Is Pop Music           | - Data: 6 listopada 2001 - Wydawca: Universal Music         | 3 |
| April                       | - Data: 1 marca 2005 - Wydawca: Universal Music, Mercury    | 3 |
| Army of One                 | - Data: 23 czerwca 2008 - Wydawca: Universal Music, Polydor | 1 |
| "—" album nie był notowany. |                                                             |   |

Albumy koncertowe
| Tytuł                                                               | Dane dot. albumu                                             | Pozycja na liście |
| Tytuł                                                               | Dane dot. albumu                                             | NOR               |
| ------------------------------------------------------------------- | ------------------------------------------------------------ | ----------------- |
| Hallelujah Live (oraz Kurt Nilsen, Alejandro Fuentes, Askil Holm)   | - Data: 12 czerwca 2006 - Wydawca: Sony BMG, Universal Music | 1                 |
| Hallelujah Live 2 (oraz Kurt Nilsen, Alejandro Fuentes, Askil Holm) | - Data: 15 czerwca 2009 - Wydawca: Playroom Music            | 1                 |

## Nagrody i wyróżnienia
| Rok  | Kategoria        | Tytułem               | Nagroda          | Nota      | Źródło |
| ---- | ---------------- | --------------------- | ---------------- | --------- | ------ |
| 1997 | Årets lat        | "When Susannah Cries" | Spellemannprisen | Laur      | [ 6 ]  |
| 1997 | Årets artist     | Espen Lind            | Spellemannprisen | Laur      | [ 6 ]  |
| 1997 | Popsolist        | Red                   | Spellemannprisen | Laur      | [ 6 ]  |
| 2006 | Årets hit        | "Hallelujah"          | Spellemannprisen | Laur      | [ 6 ]  |
| 2008 | Årets Spellemann | Espen Lind            | Spellemannprisen | Laur      | [ 6 ]  |
| 2008 | Årets hit        | "Sacred of Height"    | Spellemannprisen | Nominacja | [ 6 ]  |